# Young Buck
David Darnell Brown, beter bekend als Young Buck (Nashville (Tennessee), 15 maart 1981) is een Amerikaanse rapper. Rond 2004 brak hij door met behulp van 50 Cent en staat getekend bij G-Unit Records, en daarmee ook bij Interscope Records. Na het succes van zijn debuutalbum Straight Outta Ca$hville werd Young Buck in 2004 tevens beloond met zijn eigen label, genaamd 'Ca$hville Records'.

## Biografie

### Jeugd
David 'Young Buck' Brown groeide op in Nashville en begon rond zijn twaalfde met rappen. Binnen twee jaar zat hij in de studio, terwijl hij zich onderhield door op straat drugs te verkopen. Naar eigen zeggen was hij de jongste drugsdealer in zijn buurt en hield hij daar zijn artiestennaam aan over.
Op zijn zestiende hoorde hij dat de rapgroep van label Cash Money uit New Orleans in zijn woonplaats opnames aan het maken was en hij kreeg het voor elkaar auditie te mogen doen voor labeldirecteur Brian 'Baby' Williams. Daarvoor moest Young Buck een battle aangaan met Lil' Wayne van Cash Money. Williams was daar zo van onder de indruk dat hij Buck meteen bij Cash Money haalde.
Na vier jaar, waarin hij bijna niets had gedaan, keerde Young Buck terug naar Nashville, waar hij betrokken raakte bij een bijna dodelijke schietpartij.
Daarna zocht hij de studio weer op en nam hij samen met jeugdvriend D-Tay het album Thuggin' till' the end op. Dit album bracht hij uit via een onafhankelijk label. Het album trok weinig aandacht en Buck zat vast aan een onaantrekkelijk platencontract. Met veel moeite wist hij onder het contract uit te komen.

### Cashmoney
Baby Williams vroeg hem toen om terug te komen bij Cashmoney. Cashmoney was bezig een nieuwe groep te formeren en wilde Young Buck er graag bij hebben.
Wederom mocht hij bij Cashmoney niks doen en hij wilde na een paar weken alweer vertrekken. Toen liep hij echter Juvenile tegen het lijf. Deze rapper had op dat moment ook onenigheid met de bazen van Cashmoney en was bezig zijn eigen label, UTP Records, op te richten. Hij vroeg of Young Buck bij zijn label wilde komen. De deal stelde niet veel voor, maar Young Buck kon in elk geval aan de slag.
Toen de bus van UTP in New York aankwam, maakten hij contact met 50 Cent en zijn G-Unit, toen nog onbekende artiesten. 50 Cent en Young Buck werden vrienden en deden elkaar een belofte. Zodra een van de drie succes kreeg, zou hij de anderen helpen.

### G-Unit
Iets later begon de carrière van 50 Cent serieus te worden en brak hij door met Get Rich or Die Tryin'. Hij hield zich aan zijn belofte en liet Young Buck lid worden van G-Unit, waar hij Tony Yayo verving, die in de gevangenis zat vanwege wapenbezit.
Bucks eerste succes track bij G-Unit was "Blood Hound" op 50's debuutalbum Get Rich or Die Tryin'. Later verscheen het G-Unit album Beg for Mercy, waarop hij op praktisch alle tracks te horen was. Na wat uitstel verscheen in 2004 Young Bucks eigen solo-debuut Straight Outta Ca$hville. De titel van het album is een verwijzing naar het legendarische N.W.A-album Straight Outta Compton. Op 27 maart 2007 bracht Young Buck zijn tweede album Buck the World uit, een speling op de uitspraak 'Fuck The World', wat te grof was om als albumtitel te gebruiken. Dit album bevat maar twee nummers met 50 Cent (de enige G-Unit-gastartiest op het album) en de rest rapt hij alleen, of doen er artiesten als T.I., Young Jeezy, 8Ball & MJG, Pimp C, Bun B en anderen mee. Ook Linkin Park zanger Chester Bennington maakt zijn gastoptreden.
Op 7 april 2008 werd bekend dat 50 Cent Young Buck uit G-Unit gezet heeft. Dit betekent dat hij niet langer behoort tot de groep G-Unit, maar wel nog steeds bij G-Unit Records getekend staat als solo-artiest, en daarmee nog wel deels tot de G-Unit familie behoort. 50 Cent vergeleek hem met The Game. Buck stelde zich meerdere malen negatief op tegenover G-Unit in de media, 50 gaf hem desondanks een nieuwe kans, maar Buck maakte zijn fouten niet goed, wat resulteerde in het ontslaan van Young Buck uit G-Unit, aldus 50 Cent. Young Buck nam zijn ontslag uit de groep bijzonder kwalijk en bracht een aantal disstracks uit waarin hij 50 Cent, G-Unit en hun medewerkers aanviel. Bij deze werden alle contacten verbroken. In 2009 leken de grootste problemen met 50 cent opgelost maar er zou geen toenadering komen van beide kanten. Young Buck zou zich sindsdien enkel nog bezighouden met realiseren van zijn eigen muziek.
In 2014 had G-unit een reünie met Young Buck er bij en de nieuwkomer Kidd Kidd. Ze hebben samen een paar nieuwe albums gebracht als The lost flashdrive.

### Neerwaartse spiraal
In 2010 raakte Young Buck in zware financiële problemen waardoor vele bezittingen in beslag werden genomen op vraag van de schuldeisers.  
In maart 2012 werden Young Buck en zijn vriendin onder vuur genomen tijdens een drive-by waarbij zijn vriendin gewond raakte. Niet veel later werd Buck gearresteerd en veroordeeld tot 18 maanden gevangenis wegens verboden wapenbezit.

## Discografie

### Albums
- 2004: Straight Outta Ca$hville
- 2007: Buck the World
- 2008: Worth More Than 50 Cents - feat. The Game
- 2010: The Rehab

### Singles
Straight Outta Ca$hville
- Let Me In (ft. 50 Cent)
- Shorty Wanna Ride"
- Look At Me Now (ft. Kon Artis)

Buck the World
- I Know You Want Me (ft. Jazze Pha)
- Get Buck
- U Ain't Goin' Nowhere (ft. LaToiya Williams)
- Bang Bang

'The Rehab'
- When The Rain Stops

- Bibliothèque nationale de France: cb14576990r (data)
- Gemeinsame Normdatei: 13541184X
- International Standard Name Identifier: 0000 0003 6846 9705
- Library of Congress Control Number: no2004109816
- MusicBrainz: 5719f1bd-ee0e-4454-b402-8e51ba9613fe
- Nationale Bibliotheek van Tsjechië: xx0084516
- Système universitaire de documentation: 082333750
- Virtual International Authority File: 80167485